# Vili Sopanen
Vili Sopanen, född 21 oktober 1987 i Valkeala, är en finländsk ishockeyspelare. Han spelar i Peliitat i Mestis. Han har även spelat i JYP, Pelicans, Kunlun Red Star, HIFK, Luleå HF och i Lukko, som betyder lås på finska. 